# Открытый чемпионат Германии по теннису среди женщин 2001

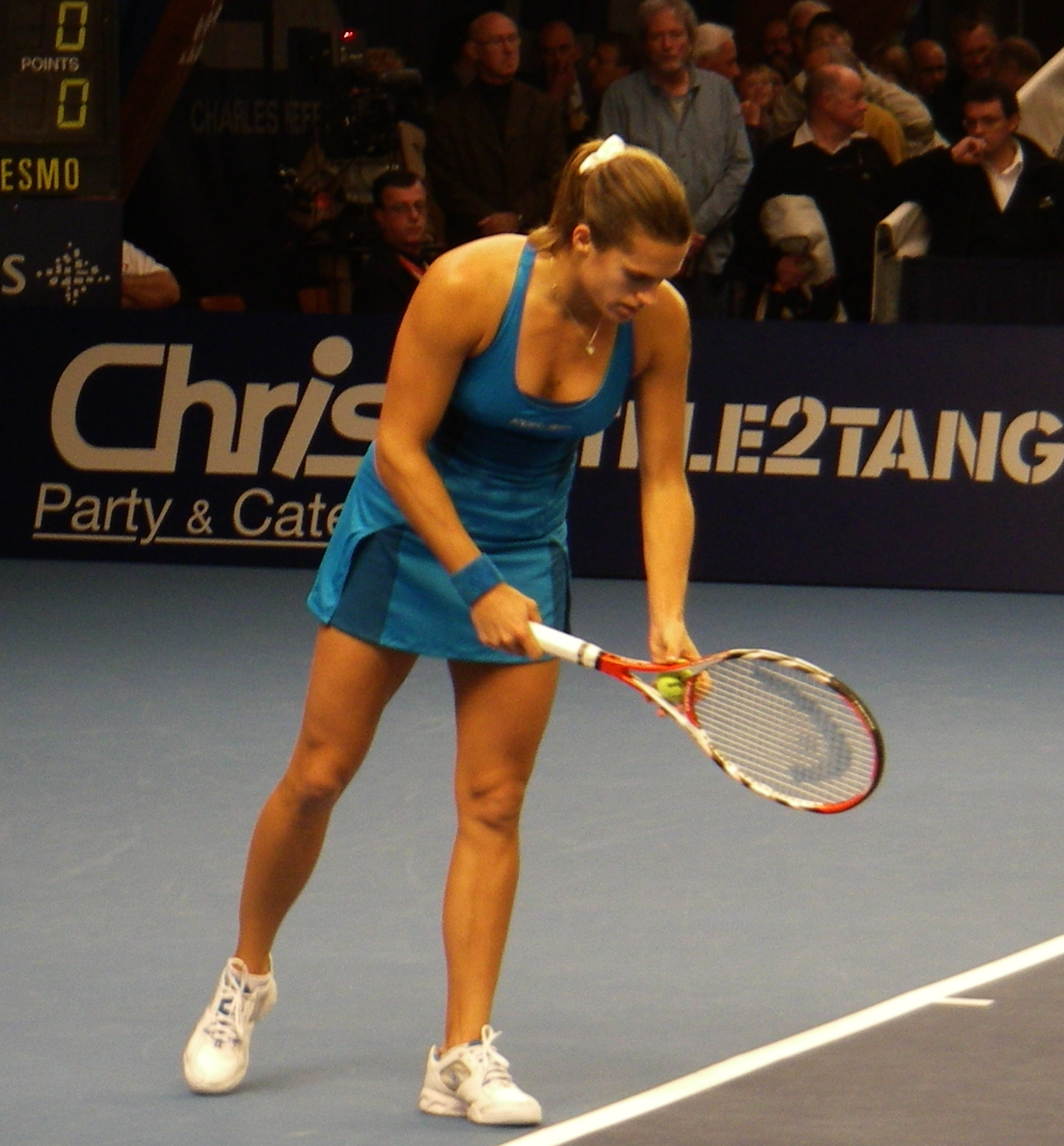
Победительница одиночного турнира — Амели Моресмо из Франции.

Eurocard Ladies German Open 2001 — ежегодный профессиональный теннисный турнир 1-й категории для женщин.
Соревнование традиционно проводились на открытых грунтовых кортах в Берлине, Германия.
Соревнования прошли с 7 по 13 мая.
Прошлогодние победители:
- в одиночном разряде —  Кончита Мартинес
- в парном разряде —  Кончита Мартинес и  Аранча Санчес Викарио

## Соревнования

### Одиночный турнир
Амели Моресмо обыграла  Дженнифер Каприати со счётом 6-4, 2-6, 6-3.
- Моресмо выигрывает 4й турнир в году и 6й за карьеру.

### Парный турнир
Элс Калленс /  Меганн Шонесси обыграли  Кару Блэк /  Елену Лиховцеву со счётом 6-4, 6-3.
- Калленс выигрывает 1й турнир в году и 5й за карьеру.
- Шонесси выигрывает 1й турнир в году и 2й за карьеру.